# Ophiomyxa punctata
Ophiomyxa punctata är en ormstjärneart som först beskrevs av v. Martens 1952.  Ophiomyxa punctata ingår i släktet Ophiomyxa och familjen skinnormstjärnor. Inga underarter finns listade i Catalogue of Life.